# Chiesa della Madonna del Soccorso (Cerreto Sannita)
La chiesa della Madonna del Soccorso è una architettura religiosa sita nel territorio comunale di Cerreto Sannita in provincia di Benevento.

## Storia
La prima notizia documentata della chiesa risale al 1638 quando mons. De Rustici la ritrovò con un solo altare sovrastato da un dipinto raffigurante la Vergine e vari santi.
Lo storico locale Nicola Rotondi scrive che "[...] in sua prima fondazione fu assai piccola Cappellina. Nel 1634 si prese ad ampliarla alquanto, ed a dì 15 di maggio se ne benedisse dal Vescovo solennemente la prima pietra fondamentale".
La chiesa fu costruita lungo la strada che da Cerreto antica portava in Puglia ed era molto frequentata dalle greggi di pecore e dai mercanti di panni lana. 
Secondo la tradizione popolare la chiesetta fu fondata da un ricco mercante che cadendo da cavallo invocò la Vergine dicendo "Madonna Soccorrimi". Rimasto incolume fondò il luogo sacro. 
La chiesetta era di patronato dell'Universitas che godeva del diritto di nomina del rettore. 
Fu danneggiata dal terremoto del 5 giugno 1688 ma fu subito restaurata. 

## Descrizione
La facciata è a capanna, molto semplice, con un piccolo campanile che la sovrasta. 
L'interno, ad aula unica, ha un soffitto a capriate lignee e dei resti di un pavimento in ceramica cerretese. 
Nella parete di fondo era sita la splendida pala risalente al XVII-XVIII secolo, oggi custodita nella collegiata di San Martino. 
La pala è in legno intagliato ed è costituita da due colonne scanalate con capitelli di ordine corinzio. Le colonne sorreggono un architrave in legno pure intagliato con motivi floreali e putti. All'interno della pala è incastonato un dipinto raffigurante la Madonna che con un braccio regge Gesù Bambino mentre con la mano destra è nell'intento di bastonare il diavolo, steso per terra a fianco al suo forcone. Numerosi putti assistono alla scena, due dei quali reggono la corona della Madonna. 